# Intussusception

## En biologie
L'intussusception est, en physiologie, un mode d'accroissement des organismes et des cellules vivantes, par la pénétration et l'incorporation de matériaux et d'éléments nutritifs empruntés au monde extérieur.

## En médecine
On appelle intussusception, ou invagination intestinale, en médecine, l'entrée d'une portion d'intestin dans une autre.
Elle est plus fréquente chez l’enfant et se caractérise par l’invagination d’un segment digestif d'amont dans le segment en aval. Cela peut être spontanée à l’occasion d’un phénomène inflammatoire ou d’infection virale chez l’enfant essentiellement.
Ce phénomène d'invagination intestinale est plus rare chez l'adulte mais peut s'expliquer par le mouvement d'un petite tumeur de l’intestin : emportée par le péristaltisme elle va attirer le segment digestif d’amont dans le segment en aval.
L'intussusception peut-être à l'origine d'une occlusion intestinale par strangulation à laquelle s'ajoute un risque ischémique par torsion des axes vasculaire présents.

## En sciences humaines
De grands auteurs tel Honoré de Balzac - ou anthropologues, comme Marcel Jousse - utilisent le terme de façon métaphorique pour désigner la dynamique par laquelle un ou des individus incorporent le monde de manière presque automatique, en particulier par la mimèsis.
- « La vue intime et l'intussusception des choses ou des idées sont chez eux complètes et justes.» Honoré de Balzac, La Femme de trente ans, La Comédie humaine, Bibliothèque de La Pléiade tome II, page 1082. Edition 1976.